# Clonsilla
Clonsilla (Cluain Saileach en Irlandais signifiant « prairie des saules ») était à l'origine un village de son propre droit, et comportait de nombreux haras dont le fameux haras de Ongar possédé par le Prince Ali Khan et sa femme d'alors Rita Hayworth. 
Clonsilla est aujourd'hui une banlieue résidentielle située à l'ouest de Dublin, Irlande. Elle est en pleine expansion. Clonsilla est à cheval sur les deux rives du Royal Canal dans le comté du Fingal et est reliée au centre de Dublin par la ligne ferroviaire de Maynooth (il s'agit du Western Commuter qui est équivalent au RER français). 
La ligne 39 du réseau de bus de Dublin permet également de rejoindre le centre-ville en environ 40 minutes.

## Places d'intérêt
- Le château Luttrellstown du début du XVe siècle était la propriété des membres de la famille Guinness. Il s'agit du château où David Beckham et Victoria Adams se sont mariés. Ce château est aujourd'hui un golf et un hôtel privé.

- Les Shackleton Gardens, Beech Park. Il s'agit d'un jardin cloisonné contenant de nombreuses espèces de fleurs rares. Ce jardin était la propriété de la famille Shackleton. Il se situe à l'opposé du château de Luttrellstown. La Superstar de la wwe, Sheamus est né à Clonsilla.